# Щитовка запятовидная яблонная
Щитовка запятовидная яблонная (лат. Lepidosaphes ulmi) — вид полужесткокрылых насекомых из семейства щитовок (Coccidae), отряда равнокрылых хоботных, вредитель многих плодовых культур, лесных пород и кустарников. Распространена в районах произрастания яблони. Тело длиной 0,8 — 1,5 мм находится под щитком (около 3 мм), который у самки коричнево-бурый, часто напоминает запятую, у самца иногда светло-коричневый. Яйца (по 20 — 90 шт.) откладывают в августе преимущественно на молодой коре деревьев. После их зимовки (под щитком самки) отрождаются личинки («бродяжки») которые расползаются по ветвям, присасываются к ним, питаясь соками растения и повреждая при этом камбий и клетки камбиальной зоны. Меры борьбы профилактические и химические.

## Образ жизни
Полифаг. Более 150 видов растений-хозяев из семейств: Крыжовниковые, Розоцветные, Ореховые, Липовые, Гортензиевые, Ивовые, Березовые, Бересклетовые, Кленовые, Лоховые, Грушанковые, Маслиновые и Жимолостные.